# Шахрак-э-Нур-Мохаммади
Шахра́к-э-Нур-Мохаммади́ или Шахра́к-э-Шахи́д-Пур-Мохаммади́ (перс. شهرك نورمحمدي‎) — небольшой город на юго-западе Ирана, в остане Хузестан. Входит в состав шахрестана Шуштер и является южным пригородом его одноимённого центра.
На 2006 год население составляло 4 256 человека.

## География
Город находится в центральной части Хузестана, в северо-восточной части Хузестанской равнины, на высоте 40 метров над уровнем моря.
Шахрак-э-Нур-Мохаммади расположен на расстоянии приблизительно 70 километров к северу от Ахваза, административного центра остана и на расстоянии 465 километров к юго-западу от Тегерана, столицы страны.